# Tarachephia hueberi
Tarachephia hueberi là một loài bướm đêm trong họ Noctuidae.